# Leocyma fustina
Leocyma fustina är en fjärilsart som beskrevs av William Schaus 1893. Leocyma fustina ingår i släktet Leocyma och familjen trågspinnare. Inga underarter finns listade i Catalogue of Life.